# Ben Stokes
Benjamin Andrew Stokes (nacido el 4 de junio de 1991) es un jugador de cricket internacional británico. Stokes, bateador zurdo y lanzador de swing medio rápido de brazo derecho, ha sido el todoterreno de prueba mejor clasificado en el mundo desde julio de 2020.

## Biografía
Stokes nació en Nueva Zelanda, hijo del jugador y entrenador de la liga de rugby, el fallecido Gerard Stokes, conocido como "Ged Stokes".
Stokes fue nombrado en el "Equipo del Torneo" de la Copa del Mundo de 2019 por la ICC.
Stokes se casó con Clare Ratcliffe en 2018.  Tienen dos hijos.

## Honores
- Galardonado con el Freedom of the Borough of Allerdale el 25 de septiembre de 2019.[8]
- Recibió el premio a la Personalidad Deportiva del Año de la BBC de 2019 en Aberdeen.[9]
- Stokes fue nombrado Oficial de la Orden del Imperio Británico (OBE) en los honores de Año Nuevo de 2020 por sus servicios al cricket.[10]
- Wisden Leading Cricketer en el mundo en las ediciones 2020 y 2021 del Almanack.[11]